# Lost in La Mancha
Lost in La Mancha (en español "Perdidos en La Mancha") es una documental que se estrenó el 30 de agosto de 2002 en Reino Unido. 
La película está basada en la realización de la película inacabada de Terry Gilliam, El hombre que mató a Don Quijote. Su intención fue una adaptación cinematográfica de la novela Don Quijote de Miguel de Cervantes. El documental se rodó en el año 2000 durante el primer intento de Gilliam de hacer la película, como un trabajo intencionado del género conocido como el "making-of". Pero el fracaso de Gilliam para completar su película resultó en que los realizadores de documentales retomaron su trabajo de Lost en la Mancha y lo lanzaron de forma independiente.
Lost in La Mancha, dirigida y escrita por Keith Fulton y Louis Pepe, representa el esfuerzo de Gilliam por hacer de Don Quijote una versión paralela al propio Quijote, en la que este, llega a ser un héroe. Es coprotagonizada por Johnny Depp, Jean Rochefort y Vanessa Paradis, quienes fueron elegidos como estrellas para El hombre que mató a Don Quijote. Está narrado por Jeff Bridges.
Gilliam acabó teniendo éxito en el rodaje de El hombre que mató a Don Quijote, que se publicó en 2018. Fulton y Pepe hicieron un documental acerca del rodaje y se llamó "Soñaba con gigante", en el que se recogía todo es estudio y trabajo de Gilliam con el proyecto sobre Don Quijote. Está en producción.

## Fondos
Al darse cuenta de que el material original escrito por Miguel de Cervantes era muy vasto, Gilliam y su coescritos decidieron crear su propia versión de la historia del Quijote. Hicieron un gran cambio inspirado en la novela de Mark Twain, Un yanqui en la corte del rey Arturo. Tenían en mente que el personaje de Sancho Panza apareciera solo al principio de la película. Debía ser reemplazado por le personaje Toby Grisoni, un ejecutivo de mercadotecnia del siglo XXI, echado atrás en el tiempo, a quien Don Quijote confunde con Panza.
Gilliam estaba entusiasmado con la película, ya que sentía que la historia de Don Quijote encarna muchos de sus propios temas (como el individuo frente a la sociedad, el concepto de cordura, etc.). Tenía la intención de filmarlo por completo en España y otros países de Europa. Jean Rochefort fue elegido para interpretar a Don Quijote y tuvo que pasarse siete meses aprendiendo inglés para su actuación. Toby iba a ser interpretado por Johnny Depp y Vanessa Paradis iba a ser su amor.

## Producción
Lost in La Mancha habla sobre cómo los problemas de producción de la película pronto superan el calendario y el presupuesto. Gilliam le dice a su equipo que no tengan miedo de decirle que algo es demasiado complicado o caro de hacer, porque a veces necesita ser frenado. En otra entrevista, dice que quiere que sus películas sean vistas y disfrutadas por el pública más extenso posible.
El primer día de rodaje, el equipo descubrió que su lugar de grabación al aire libre, en el área conocida como Bardenas Reales, estaba plagado de un ruido casi constante procedente de un zona cercana a la aeronave de la OTAN. Gilliam decidió continuar grabando imágenes, sabiendo que podía reemplazar el audio en posproducción. Pero durante el segundo día de grabación, granizó y un equipo fue dañado por una inundación repentina. Además, cambió de forma permanente y repentina la apariencia de la ubicación, donde aún no se habían completado algunas escenas. 
Días después se hizo evidente que Rochefort estaba enfermo. En una semana, Gilliam se enteró de que Rochefort tenía una hernia de disco y no podía seguir en las grabaciones. Esto hizo que la producción terminase completamente, lo que provocó una reclamación de seguro de 15 millones de dólares. La compañía de seguros era propietaria de los derechos del guion durante varios años, hasta que fueron transferidos a Gilliam, quien los utilizó en la producción de El hombre que mató a Don Quijote, en 2008.
Keith Fulton y Louis Pepe habían llevado a cabo previamente un documental sobre la realización de la película de Gilliam Doce monos; su trabajo se tituló El factor de hámster y otros cuentos de doce monos. Gilliam los apoyó fuertemente durante su grabación en el proyecto Don Quijote. Se dice que Gilliam a menudo tiene personas que documentan la realización de sus películas por lo que si algo sale mal, tiene un registro de los eventos desde su perspectiva.

## Valoraciones
Estrenada en 2002, Lost in La Mancha recibió muy buenas valoraciones de los críticos. La valoración de Rotten Tomatoes agrega que el 94% de los críticos le dieron a Lost in La Mancha una crítica positiva basada en 100 reseñas, con una calificación promedio de 7,5 / 10, lo que hace que la película sea "Certified Fresh" en el sistema de clasificación de la web. También tiene una puntuación del 88% en el "Top de las críticas". El consenso crítico de la web es: "Una extraordinaria mirada detrás de escena de una película que no lo fue, Lost in La Mancha es un incisivo y entretenido documental sobre las dificultades inherentes al proceso de creación de películas". En Metacritic, la película tiene una puntuación ponderada de 74 sobre 100, valorada por 35 críticos, que indica "críticas generalmente favorables".
El crítico Leonard Maltin ha descrito a Lost in La Mancha como una de las mejores películas sobre el proceso de creación de películas. 
Fue nominada para varios premios, incluyendo un Premio BAFTA y un Premio Satélite a la Mejor Película Documental. Además ganó un Premio Satélite al Mejor DVD Documental. Fue también nominada al premio British Independent Film Awards (BIFA), como mejor película de lengua inglesa y por la Asociación de Críticos de Chicago a mejor documental.

## Secuela
En mayo de 2018, unos días antes del estreno de El hombre que mató a Don Quijote, Fulton y Pepe dijeron que iban a sacar un documental titulado Soñaba con gigantes. Que recogería la historia de grabación de la película, centrándose particularmente en lo que ocurrió tras los eventos representados en Lost in La Mancha.
Pepe dijo que la película sería "más introspectiva" que Lost in La Mancha, diciendo: 
Esto es más bien una película acerca de la lucha interna de la mente de un artista. ¿Cómo debe de sentirse un artista que está a punto de conseguir terminar un gran proyecto? [...] De hecho nos parece que las cosas que puedan atormentar actualmente a Terry al hacer la película no son ni la mitad de interesantes de lo que está sucediendo en su cabeza.
La película está en proceso de edición (a julio de 2021). Los realizadores no han dicho si saldrá como extra en El hombre que mató a Don Quijote o de forma independiente, como lo hizo Lost in La Mancha.